# Rabocerus
Rabocerus es un género de coleóptero de la familia Salpingidae.

## Especies
Las especies de este género son:
- Rabocerus bishopi
- Rabocerus championi
- Rabocerus dichroa
- Rabocerus foveolatus
- Rabocerus gabrieli